# Podosporium elongatum
Podosporium elongatum är en svampart som beskrevs av J.L. Chen & Tzean 1993. Podosporium elongatum ingår i släktet Podosporium, divisionen sporsäcksvampar och riket svampar.   Inga underarter finns listade i Catalogue of Life.